# بانيتسا
بانيتسا (بالبلغارية: Баница)‏ هو طبق تقليدي من بلغاريا من عائلة البوريك، يتم إعداده بخلط طبقات من البيض المخفوق مع قطع الجبن ووضعها بين رقائق عجين ومن ثم خبزها بالفرن.
تقليدياً، توضع تعويذات الحظ في هذه المعجنات في مناسبات معينة، لا سيما ليلة رأس السنة الميلادية. وقد تكون هذه التعويذات نقوداً أو أشياء رمزية صغيرة كغصن قرانيا مع برعم، والذي يرمز للصحة وطول العمر. في الآونة الأخيرة، صار الناس يكتبون أمنيات سعيدة على قطع صغيرة من الورق وتغليفها في ورق القصدير. وقد تشمل هذه الأمنيات السعادة والصحة والنجاح خلال العام الجديدة (وهذا مماثل نوعاً ما لكعكة الحظ.)
تقدّم البانيتسا على الإفطار مع عيران أو الزبادي أو بوظة. كما يمكن أن تؤكل ساخنة أو باردة. يضاف في بعض وصفات البانيتسا السبانخ أو القرع.

## الوصفة

### العجينة
تصنع البانيتسا منزلياً أو تعدّ تجارياً من رقائق المعجنات، أو تحضّر العجينة بمزج طحين مع البيض والماء. ترقق العجينة لتصبح بسماكة أقل من ملليمتر بين الأصابع أو باستخدام الشوبك. أما تجارياً فتستخدم آلات لترقيق العجينة وتجفيفها.
ثمة نوع آخر من البانيتسا يعرف باسم "توتمانيك" (тутманик) أو "بوبارنيك (попарник) ويصنع من رقائق عجينة متخمرة تحشى بالجبن.

### الحشوة
تُصنع الحشوة التقليدية من الجبن الأبيض المهروس (سيريني أو فيتا) واللبن الزبادي والبيض. أحياناً تضاف صودا الخبيز إلى اللبن ما يجعله يرتفع (تفاعل صودا الخبيز مع الحامض في اللبن). وإضافة الصودا تجعل الحشوة أكثر نفشاً.
من حشوات الخضار المستخدمة السبانخ والحميض والقراص الكبير والبصل
في بعض مناطق بلغاريا، تحضر الحشوة من الأرز. كما تستخدم حشوات من اللحم المفروم والبصل والفطر. ومن الحشوات الحلوة يستخدم التفاح (كما في فطيرة التفاح) أو اليقطين مع السكر والجوز والقرفة. في مناطق أخرى يستخدم الجوز والسكر والقرفة فقط.

## الرمزية
في بلغاريا، البانيتسا رمز من رموز المطبخ البلغاري وتقاليده.
تقليدياً، يحضر البلغار طبق البانيتسا ويقدمونه في عيدين، عيد الميلاد ورأس السنة الجديدة. فيضيفون في هذه المناسبات تمائم جلب الحظ في البانيتسا. يوضع طبق البانيتسا على الطاولة ويأخذ كل شخص القطعة الموجودة أمامه، فيجد نصيبه من الأمنيات والحظوظ في تلك القطعة والتوقعات للعام الجديد. أكثر الحظوظ شيوعاً هي الصحة والحب والزواج والرزق بأطفال والقيام برحلة والثروة. أحياناً تضاف العملات المعدنية بدل الحظوظ تكون ملفوفة بالقصدير.